# Карлос (Міннесота)
Карлос (англ. Carlos) — місто (англ. city) в США, в окрузі Дуглас штату Міннесота. Населення — 497 осіб (2020).

## Географія
Карлос розташований за координатами 45°58′25″ пн. ш. 95°17′32″ зх. д. / 45.97361° пн. ш. 95.29222° зх. д. (45.973480, -95.292328).  За даними Бюро перепису населення США в 2010 році місто мало площу 1,15 км², уся площа — суходіл.

## Демографія
Згідно з переписом 2010 року, у місті мешкали 502 особи в 198 домогосподарствах у складі 137 родин. Густота населення становила 436 осіб/км².  Було 215 помешкань (187/км²).
Расовий склад населення:
| - 99,0 % — білих - 0,8 % — чорних або афроамериканців |

До двох чи більше рас належало 0,2 %. Частка іспаномовних становила 0,4 % від усіх жителів.
За віковим діапазоном населення розподілялося таким чином: 28,3 % — особи молодші 18 років, 61,5 % — особи у віці 18—64 років, 10,2 % — особи у віці 65 років та старші. Медіана віку мешканця становила 32,3 року. На 100 осіб жіночої статі у місті припадало 104,9 чоловіків;  на 100 жінок у віці від 18 років та старших — 106,9 чоловіків також старших 18 років.
Середній дохід на одне домашнє господарство  становив 61 635 доларів США (медіана — 56 736), а середній дохід на одну сім'ю — 68 503 долари (медіана — 67 596). За межею бідності перебувало 7,5 % осіб, у тому числі 13,5 % дітей у віці до 18 років та 10,9 % осіб у віці 65 років та старших.
Цивільне працевлаштоване населення становило 289 осіб. Основні галузі зайнятості: виробництво — 35,6 %, освіта, охорона здоров'я та соціальна допомога — 14,5 %, роздрібна торгівля — 12,1 %.